# Robin Thicke
Robin Charles Thicke (Los Angeles, Califórnia, 10 de março de 1977) é um cantor norte americano, cantor de R&B, músico, compositor e ator ocasional.
Escreveu músicas para grandes artistas como Christina Aguilera, Mya, Brandy, Marc Antony e Jordan Knight.

## Vida e carreira
A habilidade de compor é de tempos, ele escreveu sua primeira música aos 13 anos.
Lançou seu primeiro álbum em 2002 chamado “Cherry Blue Skies” e o renomeou para “Beautiful World”.
Em 2007 fez a abertura dos shows de Beyoncè Knowles “The Beyoncè Experience Tour”.
Para 2008, Thicke preparou o álbum “The Declaration”, o qual confirmou as participações de Neptunes e de Ashanti.
Já em 2009, fez uma participação especial no primeiro single da atriz e cantora Leighton Meester.
Conheceu Pharrell Williams quando entrou para Interscope Records e assim trabalhou com os Neptunes (Chad Hugo e Pharrell) no hit “Wanna Love U Girl” e entrou também para a gravadora dos mesmos, a Star Track Records.
Seu maior hit é “Blurred Lines” (2013) do álbum de mesmo título, o qual permaneceu por doze semanas consecutivas ocupando o topo da Hot 100 da Billboard, se tornando uma das músicas que mais tempo permanceceu no topo da Hot 100, a tabela músical mais importante do mundo. Também, com esta música, conseguiu quebrar o recorde de maior audiência da história das rádios, antes pertencente à Mariah Carey, com o hit "We Belong Togehter" (2005). Thicke conseguiu a incrível marca de mais de 280 milhões de ouvintes.
Robin foi casado com a atriz Paula Patton.

## Álbuns
| Ano  | Álbum | EUA | EUA R&B | UK | Vendas e Certificações     |
| ---- | --- | --- | ------- | -- | -------------------------- |
| 2002 | Cherry Blue Skies - (Original) Primeiro Álbum de Estúdio - Lançamento: - - Formatos: -                     | —   | —       | —  | -                          |
| 2003 | A Beautiful World - Primeiro Álbum de Estúdio - Lançamento: 15 de Abril de 2003 - Formatos: CD             | 152 | —       | —  | : 63,000                   |
| 2006 | The Evolution of Robin Thicke - Segundo Álbum de Estúdio - Lançamento: 3 de Outubro de 2006 - Formatos: CD | 5   | 1       | 30 | : 1,500,000 : Platina      |
| 2008 | Something Else - Terceiro Álbum de Estúdio - Lançamento: 30 de Setembro de 2008 - Formato: CD              | 3   | 3       | 83 | : 435,000                  |
| 2009 | Sex Therapy - Quarto Álbum de Estúdio - Lançamento: 15 de Dezembro de 2009 - Formato: CD                   | 9   | 2       | —  | : 440,000                  |
| 2011 | Love After War - Quinto Álbum de Estúdio - Lançamento: 6 de Dezembro de 2011 - Formato: CD                 | 22  | 6       | —  | : 42,000 (Primeira Semana) |
| 2013 | Blurred Lines - Sexto Álbum de Estúdio - Lançamento: 30 de julho de 2013 - Formato: CD                     | 1   | 1       | 1  | -                          |